# Cá lăng nha
Cá lăng nha (tên khoa học Hemibagrus wyckioides) là một loài cá lăng trong họ Bagridae của bộ Siluriformes.

## Hình dáng và giải phẫu
H. wyckioides đạt đến một chiều dài 130 cm (50 in). Đây là một trong những loài cá lăng lớn nhất trong khu vực châu Á và có thể nặng tới 80 kg. Vây đuôi có màu trắng khi cá còn nhỏ, nhưng nó sẽ trở thành màu đỏ tươi khi cá đạt đến khoảng 15 cm (6 in).

## Sinh thái học
H. wyckioides xuất hiện ở các sông lớn vùng cao và thường gặp ở những khu vực có đáy đá và độ sâu bất thường. Chúng sinh sản tại địa phương và rừng ngập trong nước cao vào tháng Mười. H. wyckiodies ăn côn trùng, tôm, cá và cua.